# Novempopulania

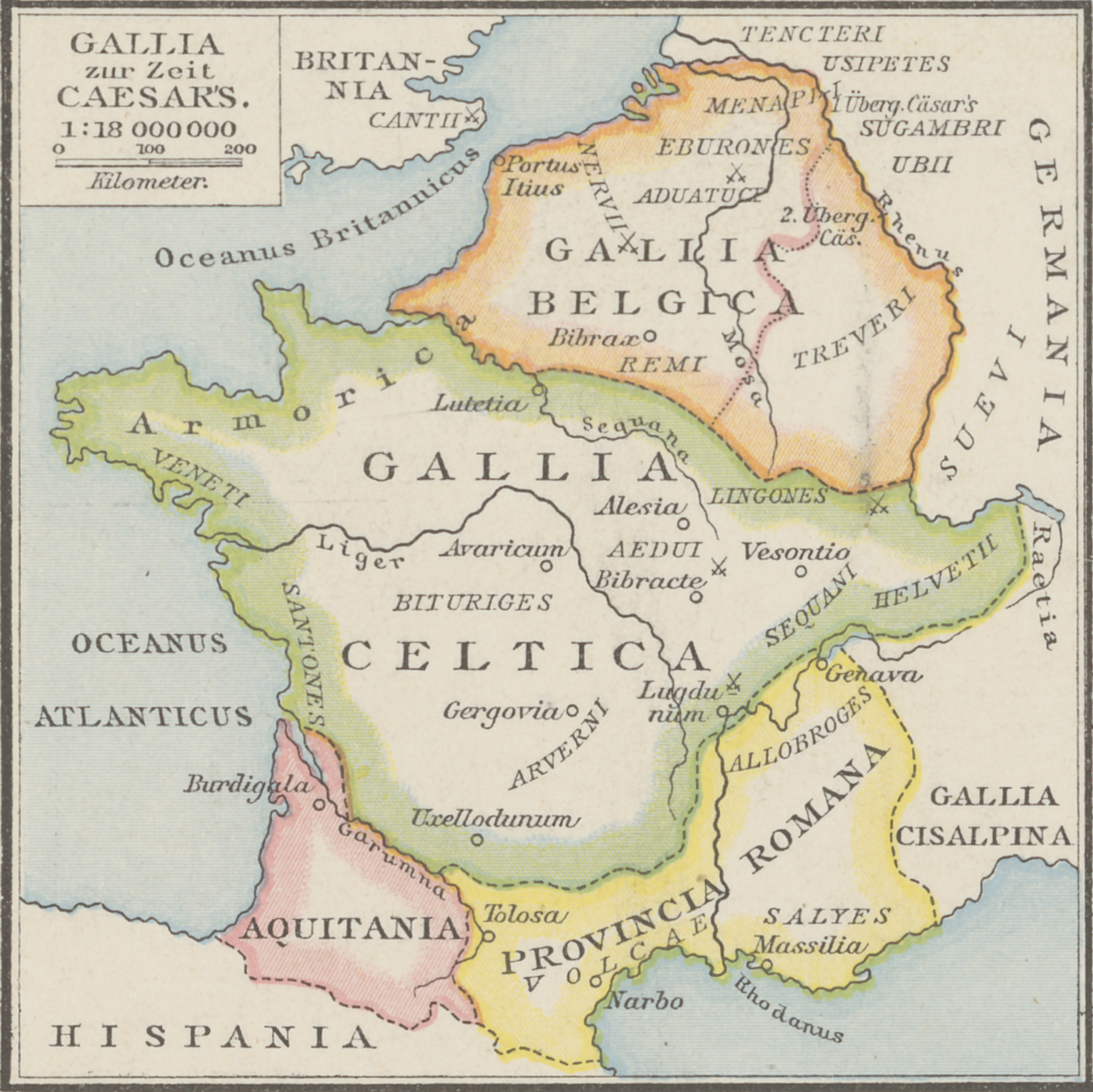
Voor Julius Caesar was Aquitania beperkt tot Novempopulania.

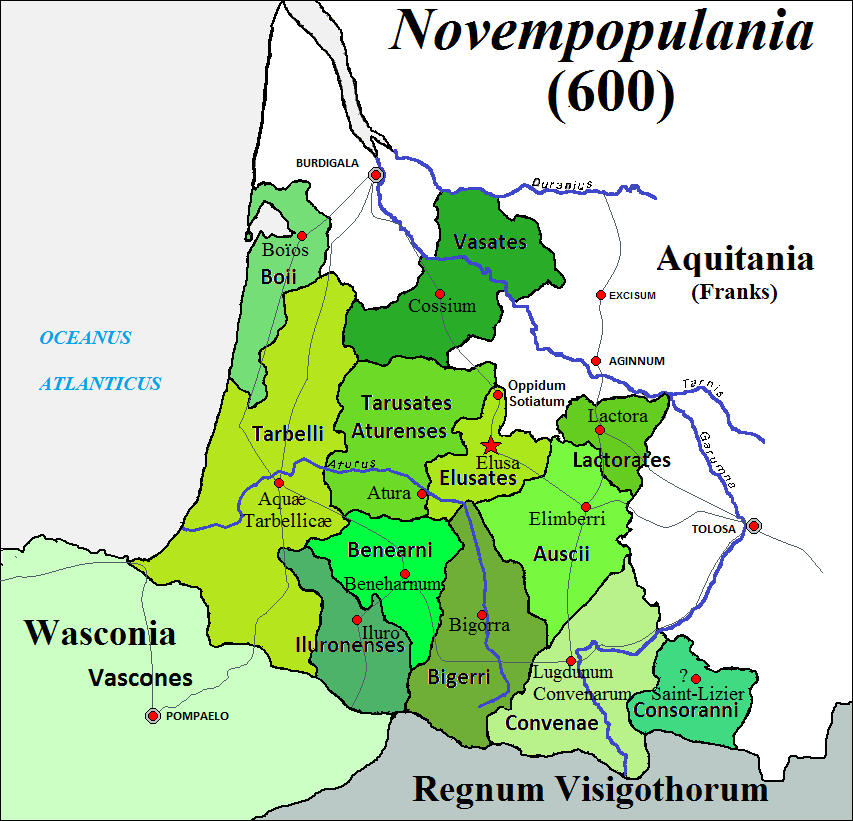
Het Romeinse Novempopulania door de Franken bestuurd (jaar 600)

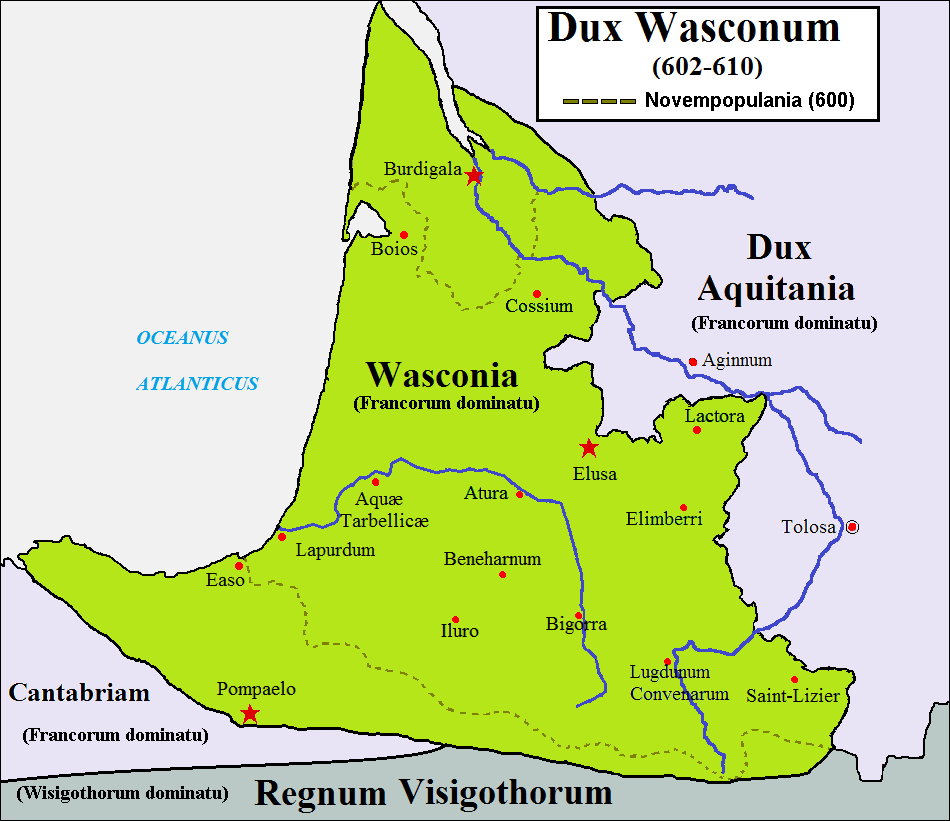
De Franken gaven als nieuwe naam hertogdom Gascogne of Wasconia in het Latijn (jaar 610).

Novempopulania was het etnisch-Baskisch deel van de Romeinse provincie Aquitanië. De naam betekende letterlijk het Negenvolkerenland, want de Romeinen telden er negen volkeren. Later werden het twaalf volkeren, omwille van drie afscheuringen. Novempopulania was gelegen tussen de Pyreneeën en de rivier de Garonne.

## Historiek
Julius Caesar beschreef in De Bello Gallico het onderscheid tussen Keltisch Gallië en Aquitains Gallië: hi omnes lingua, institutis, legibus inter se differunt. Gallos ab Aquitanis Garumna flumen dividit: Caesar had inderdaad opgemerkt dat de Aquitaniërs een andere taal dan de Kelten spraken, alsook hun eigen wetten en instellingen hadden. De grens tussen Novempopulania en de rest van Gallië was voor hem de rivier de Garonne.
De Romeinse provincie Gallia Aquitania was uitgebreider dan Novempopulania. De provincie bevatte drie districten waarvan Novempopulania het derde district was of Aquitania III of Tertia. De hoofdplaats van Novempopulania was Elusa. Vandaag heet Elusa Eauze. Elusa was de hoofdplaats van een van de negen volkeren, namelijk van de Elusates.
De negen volkeren waren:
1. Elusates, met hoofdplaats Elusa (Eauze)
2. Auscii, met hoofdplaats Elimberri (Auch)
3. Bigerri, met hoofdplaats Bigorra (Saint-Lézer); vandaag is dit de streek Bigorre
4. Boiates of Boii rondom de Bassin d’Arcachon, met hoofdplaats Boïos (Lamothe nabij Le Teich); mogelijks was dit volk eerder iberisch dan Baskisch van oorsprong
5. Consoranni in het land genoemd Couserans en hoofdplaats mogelijks Saint-Lizier
6. Convenae in het land genoemd Comminges, met hoofdplaats Lugdunum Convenarum (Saint-Bertrand-de-Comminges)
7. Lactorates in het land genoemd Lomagne, met hoofdplaats Lactora (Lectoure)
8. Tarbelli, met hoofdplaats Aquae Tarbellicae (Dax)
9. Tarusates, later Aturensis genoemd, met hoofdplaats Atura (Tartas)

Voor de Visigoten kwamen daar drie volkeren bij. Deze ontstonden door afscheuringen van de oorspronkelijke negen.
10. Vasates op beide oevers van de Garonne, met hoofdplaats Cossium (Bazas)
11. Benearni of Benearnenses, met hoofdplaats Beneharnum (Lescar)
12. Iluronenses, met hoofdplaats Iluro (Oloron-Sainte-Marie).
Na het einde van het West-Romeinse Rijk werd het district Novempopulania een aparte provincie. Na de instorting van het West-Romeinse rijk kwam de provincie onder bestuur van Visigoten en later van Franken. Omwille van de militaire alliantie tussen de negen/twaalf volkeren met de Vasconi ten zuiden van de Pyreneeën, kwam de naam Gascogne meer in zwang. Vanaf 610 noemden de Franken Novempopulania het hertogdom Gascogne, of in het Latijn, ducatus Wasconiae. De grenzen van het hertogdom reikten verder dan de Romeinse provincie Novempopulania, met name duidelijk bezuiden de Pyreneeën.